# Foodfight!
 (juin 2020).
Si vous disposez d'ouvrages ou d'articles de référence ou si vous connaissez des sites web de qualité traitant du thème abordé ici, merci de compléter l'article en donnant les références utiles à sa vérifiabilité et en les liant à la section « Notes et références ».
Pour plus de détails, voir Fiche technique et Distribution.
Foodfight! est un film américain réalisé par Lawrence Kasanoff (en), dont la sortie originellement prévue en 2003, puis repoussée une fois en 2005, puis encore repoussé en 2009, pour sortir finalement en 2012.
Ce film a été décrit par la critique comme l'un des pires films d'animation de tous les temps,,, en raison du scénario incohérent, de sa méthode d'animation et des références sexuelles maladroites et récurrentes, malgré la présence des acteurs Charlie Sheen, Hilary Duff,  Christopher Lloyd.

## Fiche technique
- Titre original : Foodfight!
- Réalisation : Lawrence Kasanoff (en)
- Scénario : Brent V. Friedman (scénario), Rebecca Swanson (scénario), Sean Catherine Derek (scénario), Larry Kasanoff (histoire), Joshua Wexler (histoire)
- Production : Larry Kasanoff, Alison Savitch, George Johnsen, Robert Engelman, Tom Ortenberg, Joshua Wexler, Gregory Castcante, Danny Suh
- Société de production : Threshold Entertainment (en)
- Société de distribution : Lions Gate Entertainment (distributeur d'origine)
- Pays :  États-Unis
- Langue : anglais
- Format : Couleurs
- Budget : 65 millions $
- Genre : Animation
- Durée : 87 minutes
- Sortie : 2012

## Distribution
- Charlie Sheen : Dex Dogtective
- Hilary Duff : Sunshine Goodness
- Wayne Brady : Daredevil Dan
- Eva Longoria : Priscilla Pusly alias Lady X
- Greg Ellis : Hairy Hold
- Haylie Duff : Sweet Cakes
- Chris Kattan : Polar Penguin
- Christopher Lloyd : Mr. Clipboard
- Daniel Franzese : Twinkleton
- Martin Klebba : General X
- Harvey Fierstein : Burglar